# De opvolger van Ngolo
De opvolger van Ngolo is een hoorspel van John van der Steen. De NCRV zond het uit op woensdag 9 maart 1966, in de serie Ontdekkingsreis naar tropisch Afrika. De regisseur was Johan Wolder. De uitzending duurde 72 minuten.

## Rolbezetting
- Hans Karsenbarg (Henk van Dam, bedrijfsleider van de Eurafim)
- Els van Rooden (zijn Afrikaanse vrouw Stella)
- Johan Walhain (haar broer Ba’hon)
- Wam Heskes (Theodore Moba, president van de republiek Bombola)
- Willy Ruys (Van den Toren, president-directeur van de Eurafim)
- Jan van Ees (een zakenrelatie van Van den Toren)
- Donald de Marcas (Hein Laagland, een reporter)
- Jan Wegter (een cameraman)
- Bert Dijkstra (de man die het allemaal heeft meegemaakt)

## Inhoud
Dit spel speelt in de jonge Afrikaanse republiek Bombola, waar - zo zegt een reporter van de Europese Radio en Televisie - “een waar monument is verrezen van Europese ontwikkelingshulp en ondernemingsgeest”. Bombola heeft in enkele jaren een eerste plaats weten te verwerven onder de politiek en economisch gezondste naties van Afrika, dankzij de activiteiten van de Europees Afrikaanse Industriemaatschappij, een miljoenenbedrijf dat alles op alles heeft gezet om van z’n vestiging in Bombola een succes te maken. Talloze sociale maatregelen hebben tientallen miljoenen gevergd, maar nu zal de winst komen binnen rollen! De dood echter van het stamhoofd van de Batoeki brengt de zo belangrijke kwestie van zijn “opvolging” ter tafel, een kwestie die men niet zo eenvoudig blijkt te kunnen oplossen. Er worden moeilijkheden verwacht. Nu hun stamhoofd gestorven is, menen de Batoeki het werk in de steek te kunnen laten. Ze willen naar huis, gewoon naar huis, naar hun gezinnen. Wat zal daarvan het gevolg zijn voor de miljoenen van de Industriemaatschappij? Kunnen die gered worden  en hoe moet dat geschieden?